# スコット・ラッセル
レイモンド・スコット・ラッセル（Raymond Scott Russell, 1964年10月28日 - ）は、アメリカ合衆国ジョージア州イーストポイント出身のオートバイレーサー。スーパーバイク世界選手権、AMAスーパーバイクでチャンピオンを獲得した。デイトナ200マイルレースでは通算5勝という史上最多記録を持ち、"ミスター・デイトナ" の異名を持つ。1993年には鈴鹿8時間耐久ロードレースでも勝利を挙げ、またAMAスーパースポーツ750ccクラスで通算最多優勝記録を保持している。

## 経歴

### AMA時代
子供時代にモトクロスのレースに出場し、その後はWERAのレースイベントに出場、1987年からはAMAのレースに参戦を開始する。翌1988年には750ccのスーパースポーツクラスでシリーズ2位に入り、スーパーバイクや600ccスーパースポーツクラスでも成功を収めた。1989年にはスーパーバイクでシリーズ2位、1990年から1992年までは750ccスーパースポーツで3年連続チャンピオン、特に1991年にはシーズン全勝を果たす大活躍を見せた。1992年にはさらに最高峰AMAスーパーバイクでチャンピオンを獲得、1995年のデイトナ200では1周目に転倒クラッシュを喫したにもかかわらず、カール・フォガティを抑えて優勝を果たした。

### スーパーバイク世界選手権
スーパーバイク世界選手権には1989年以降スポット参戦を続け、1991年と1992年には表彰台も獲得していたが、1993年に Rob Muzzy 率いる Muzzy・カワサキチームからフル参戦を開始、初年度にしていきなりチャンピオンに輝いた。またこの年はアーロン・スライトと組んで鈴鹿8時間耐久ロードレースにも出場、カワサキに初優勝をもたらした。翌1994年にはドゥカティを駆るカール・フォガティに敗れてシリーズ2位に終わった。

### ロードレース世界選手権
ラッセルは1995年シーズン序盤にスーパーバイク世界選手権を去ると、シーズン途中に現役引退を発表したケビン・シュワンツの後継として、ラッキーストライク・スズキチームからロードレース世界選手権500ccクラスに参戦を開始した。翌1996年も同チームに残留しフルシーズンを戦い、3位表彰台を2度獲得してシリーズランキング6位の成績を残した。

### 再びスーパーバイク世界選手権へ
1997年にはヤマハのマシンを駆ってスーパーバイク世界選手権に復帰、1回のポールポジション、2回の表彰台を経験し、シリーズ6位に入った。翌1998年にはトップ集団で争うことがほとんどなくなり、シリーズランキングは10位に終わった。この年のラグナ・セカでのレースでは、スタートで明らかなフライングを犯してしまい、その後ストップ&ゴーペナルティの指示を無視して走り続け、最後は転倒によってチームメイトの芳賀紀行を道連れにしそうになった。

### AMAスーパーバイク ～ 引退へ
ラッセルは1999年、2000年とAMAスーパーバイクでハーレーダビッドソンのマシンを駆ったが、成功は収められなかった。2001年の開幕戦デイトナ200、ラッセルはHMC・ドゥカティチームからエントリーした。ドゥカティは "ミスター・デイトナ" が同社にデイトナ200初優勝をもたらしてくれることを期待していたが、スタートでラッセルのマシンはエンジンストールを起こし、コースサイドにマシンを避けようとしていた時に後続車が追突。結局ラッセルはこのときに負った重傷が原因で、トップレーサーとしてのキャリアを終えることになった。

### 近年の活動
2005年、ラッセルはAMAの "オートバイの殿堂" (en:Motorcycle Hall of Fame) 入りを果たした。2008年には元AMAスーパーバイクチャンピオンのジェイミー・ジェームズが用意したヤマハ・YZF-R1を駆ってデイトナ200のスーパーストッククラスに復帰を果たした。2009年からは、アメリカのモータースポーツ専門チャンネル "SPEED TV" の解説者を務めている（同じく解説を務めるフレディ・スペンサーがスケジュールの関係で出演できない場合の代役）。

## 主なレース戦績

### ロードレース世界選手権[4]
| シーズン | クラス | バイク | 出走 | 優勝 | 表彰台 | PP | ポイント | 順位 |
| -------- | ------ | ------ | ---- | ---- | ------ | -- | -------- | ---- |
| 1995年   | 500cc  | スズキ | 6    | 0    | 0      | 0  | 43       | 13位 |
| 1996年   | 500cc  | スズキ | 13   | 0    | 2      | 0  | 133      | 6位  |
| 合計     |        |        | 19   | 0    | 0      | 0  | 176      |      |

### スーパーバイク世界選手権[3]
| シーズン | バイク   | 出走 | 優勝 | 表彰台 | PP | FL | ポイント | シリーズ順位 |
| -------- | -------- | ---- | ---- | ------ | -- | -- | -------- | ------------ |
| 1989年   |          | 2    | 0    | 0      | 0  | 0  | 0        | -            |
| 1990年   | カワサキ | 2    | 0    | 0      | 0  | 0  | 15       | 35位         |
| 1991年   | カワサキ | 4    | 0    | 2      | 0  | 0  | 53       | 17位         |
| 1992年   | カワサキ | 8    | 0    | 3      | 0  | 0  | 83       | 11位         |
| 1993年   | カワサキ | 26   | 5    | 18     | 4  | 3  | 378.5    | 1位          |
| 1994年   | カワサキ | 22   | 9    | 13     | 3  | 5  | 280      | 2位          |
| 1995年   | カワサキ | 6    | 0    | 0      | 0  | 0  | 34       | 18位         |
| 1997年   | ヤマハ   | 24   | 0    | 2      | 1  | 0  | 226      | 6位          |
| 1998年   | ヤマハ   | 24   | 0    | 1      | 0  | 0  | 130.5    | 10位         |
| 合計     |          | 118  | 14   | 39     | 8  | 8  | 1200     |              |

### 鈴鹿8時間耐久ロードレース[9]
| 開催年 | バイク            | チーム                         | パートナー               | 総合順位 |
| ------ | ----------------- | ------------------------------ | ------------------------ | -------- |
| 1988年 | ホンダ・RC30      | ポールポジション・レーシング   | Kurt Hall                | リタイヤ |
| 1990年 | カワサキ・ZXR-7   | Shin-Etsu・カワサキ            | ダグ・チャンドラー       | リタイヤ |
| 1992年 | カワサキ・ZXR-7   | グリコ・リー・カワサキ         | トーマス・スティーブンス | 10位     |
| 1993年 | カワサキ・ZXR-7   | 伊藤ハム・レーシング・カワサキ | アーロン・スライト       | 1位      |
| 1994年 | カワサキ・ZXR750R | 伊藤ハム・レーシング・カワサキ | テリー・ライマー         | 2位      |
| 1996年 | スズキ・GSX-R750  | ラッキーストライク・スズキ     | テリー・ライマー         | リタイヤ |
| 1997年 | ヤマハ・YZF750    | ヤマハ・レーシング・チーム     | テリー・ライマー         | 4位      |
| 1998年 | ヤマハ・YZF750    | BPヤマハ・レーシングチーム     | 藤原儀彦                 | 8位      |